# 미션! 최고의 슈퍼모델
《미션! 최고의 슈퍼모델》은 2008년부터 2009년까지 미국에서 방송된 텔레비전 프로그램이다.